# 큰곰자리 운동성단

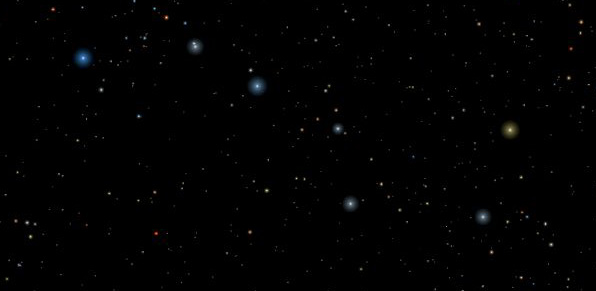
큰곰자리 운동성단의 모습이다.

큰곰자리 운동성단(영어: Ursa Major Moving Cluster, 콜린더 285)은 지구에서 가장 가까운 운동성단이다. 이들은 우주 공간을 같은 속도로 움직이며, 같은 장소에서 함께 태어났으리라고 추측된다. 운동성단 구성원들이 출발한 장소는 지구에서 약 80광년 떨어진 곳에 있다. 성단의 구성원들 중에는 밝은 별이 많다. 북두칠성을 이루는 일곱 별 중 다섯이 이 성단에 속한다.

## 관측 역사
큰곰자리 운동성단에 있는 모든 별들은 우주 공간을 대략 비슷한 방향 및 비슷한 속도로 움직이고 있으며, 중원소 함량 역시 비슷하다. 따라서 항성 이론에 의하면 이들은 나이 역시 거의 같을 것이다. 이를 통해 천문학자들은 이들이 같은 장소에서 함께 태어났다고 추론하게 되었다.
운동성단 구성원들의 나이로 미루어 보아, 큰곰자리 운동성단은 한때는 산개 성단(원시항성 성운에서 약 5억 년 전 생겨났을 것으로 추정)이었을 것으로 보인다. 이후 오랜 시간이 지났기 때문에 이들은 현재 18 ~ 30광년 정도 서로 분산되었으며, 이들이 떠나 온 곳은 지구에서 약 80광년 거리이다. 이를 통해, 큰곰자리 운동성단을 지구에서 가장 가까운 성단으로 정의할 수 있다.
큰곰자리 운동성단은 1869년 리차드 프록터에 의해 발견되었다. 그는 두베와 알카이드를 뺀 북두칠성의 별들이 여러 가지 공통점을 갖고 있음을 간파했다. 그는 북두칠성의 구성원들이 궁수자리의 한 점을 향해 동일한 고유 운동을 보이면서 우주 공간을 움직이고 있음을 알아냈다. 여기에 따르면 북두칠성은 다른 별자리들과는 달리 실제 서로 비슷한 천체들로 이루어진 셈이 된다.
이들 중 밝은 구성원들은 '스트림 항성(Stream stars)으로 불리며 알페카, 마차부자리 베타, 물병자리 델타, 토끼자리 감마, 뱀자리 베타 등이 있다. 운동성단의 천체들은 크게 스트림 항성과 핵심 항성(Core stars)들로 구분할 수 있다.

## 구성원
운동성단 구성원들을 나누는 기준은 우주 공간에서의 운동 양상이다. 이 운동은 고유 운동과 시차(거리)를 통해 구할 수 있다. 최근 히파르코스 위성은 태양계 근처 밝은 별들의 고유 운동과 시차값을 보다 정교하게 측정할 수 있게 되었으며, 히파르코스의 자료는 큰곰자리 운동성단뿐 아니라 다른 운동성단에 대한 연구력 향상에도 크게 기여하게 되었다..
히파르코스 위성을 통해 구한 거리 및 겉보기 등급, 절대 등급을 통해 항성들의 나이를 잴 수 있다. 성단 구성원들 나이는 5억 살 정도로 동일하다.

### 핵심 항성
운동성단의 중심부에는 14개의 별들이 있다. 이들 중 13개는 큰곰자리의 구성원이며 나머지 하나는 근처에 있는 사냥개자리의 구성원이다.
다음 항성들은 운동성단의 시발점 근처에 몰려 있는 것들이다. 이들은 표시된 것을 제외하고 모두 큰곰자리의 별들이다.
- 큰곰자리 37 (HD 91480)
- 메라크 (큰곰자리 베타) (HD 95418)
- 페크다 (큰곰자리 감마) (HD 103287)
- 메그레즈 (큰곰자리 델타) (HD 106591)
- HD 109011
- HD 109647 (사냥개자리의 별)
- HD 110463
- 알리오스 (큰곰자리 엡실론) (HD 112185)
- 큰곰자리 78 A (HD 113139A)
- 글리제 503.2 (HD 115043)
- 미자르 (큰곰자리 제타) A (HD 116656)
- 미자르 (큰곰자리 제타) B (HD 116657)
- 알코르 (큰곰자리 80) (HD 116842)

### 스트림 항성
반면 이동성단 구성원일 가능성이 높아 보이는 '스트림 항성'들도 존재한다. 이들은 핵심 항성들에 비해 원래 있던 곳에서 더 멀리 이동해 있는 상태로, 큰곰자리를 벗어나 다른 별자리의 영역으로 들어간 것처럼 관측된다.(세페우스자리부터 남쪽삼각형자리까지 퍼져 있다) 여기에는 여러 별들이 있지만, 그 중 바이어 기호 또는 플램스티드 기호가 붙어 있는 것들만 나열하면 다음과 같다.
- 물병자리 델타
- 멘칼리난 (마차부자리 베타)
- 목동자리 제타
- 목동자리 18
- 고래자리 키
- 컵자리 제타
- 머리털자리 29
- 알페카
- 용자리 59
- 작은사자자리 21
- 토끼자리 감마
- 거문고자리 16
- 현미경자리 감마
- 오리온자리 키1
- 물고기자리 89
- 뱀자리 베타
- 뱀자리 타우6
- 뱀자리 오메가
- 육분의자리 6
- 황소자리 66
- 남쪽삼각형자리 제타
- 큰곰자리 피1
- 처녀자리 41

### 운동성단 구성원이 아닌 것들
시리우스의 경우 큰곰자리 운동성단 일원으로 여겨져 왔으나 2003년 클렘슨 대학교 제레미 킹 연구진의 연구결과에 따르면 관계가 없는 것으로 밝혀졌다. 추측의 근거로 시리우스가 운동성단의 나이에 비해 너무 젊다는 것이 있다.
우리 태양계는 운동성단 바깥쪽에 위치해 있지만 구성원은 아니다. 그 이유로 태양은 큰곰자리 운동성단보다 10배는 나이가 더 많기 때문이다. 우리 태양은 2억 5천만 년에 한 번 꼴로 은하계 중심을 공전하며, 4천만 년 전만 해도 이들 성단 구성원들 무엇과도 관계 없이 멀리 떨어져 있었다.

## 같이 보기
- 화가자리 베타 운동성단